# Interleukina 16
Interleukina 16, IL 16 – wytwarzana głównie przez limfocyty T, była początkowo określana, jako czynnik chemotaktyczny dla limfocytów (LCF). Występuje jako homotetramer. Cząsteczka CD4 jest dla niej receptorem, dlatego działa na wszystkie komórki mające tę cząsteczkę na powierzchni.
Jest to czynnik chemotaktyczny dla granulocytów kwasochłonnych, lecz przyciąga też limfocyty CD4 oraz monocyty. Działając na limfocyty T, podnosi ekspresję receptora dla MHC klasy II oraz interleukiny 2. Zwiększa również w tym samym czasie proliferację tych komórek przy obecności wspomnianej interleukiny.
Interleukina 16 hamuje aktywację limfocytów przez TCR-CD3. Działając na dojrzewające limfocyty B, indukuje ekspresję RAG1 oraz RAG2.
Jest wytwarzana również przez komórki nabłonka oskrzeli, fibroblasty i eozynofile. Jej produkcję mogą stymulować takie związki jak histamina oraz serotonina.